# Chakulia
Chakulia é um cidade no distrito de Purbi Singhbhum, no estado indiano de Jharkhand.

## Geografia
Chakulia está localizada a 22° 29′ N, 86° 43′ L. Tem uma altitude média de 115 metros (377 pés).

## Demografia
Segundo o censo de 2001, Chakulia tinha uma população de 14 330 habitantes. Os indivíduos do sexo masculino constituem 52% da população e os do sexo feminino 48%. Chakulia tem uma taxa de literacia de 64%, superior à média nacional de 59,5%; a literacia no sexo masculino é de 73% e no sexo feminino é de 54%. 13% da população está abaixo dos 6 anos de idade.